# 巢蛋白
巢蛋白（Nestin）是一种组成VI型中间纤维的蛋白质，最初作为一种神经上皮干细胞的标记蛋白得到发现，其英语名称“Nestin”即为“neuroepithelial stem cell protein”（意为神经上皮干细胞蛋白）缩写。人类巢蛋白由NES基因编码。
在胚胎发育过程中，巢蛋白主要在原条、原结等区域表达，与神经系统发育密切相关。除了在神经上皮干细胞中表达外，巢蛋白在毛囊干细胞、皮肤的血管网络中也有表达。